# 无斑肥螈
无斑瘰螈（学名：Paramesotriton labiatus）为蝾螈科瘰螈属的两栖动物，俗名水和尚、狗崽鱼，是中国的特有物种。分布于浙江、安徽、湖南、广东、广西、贵州等地，常生活于流水较缓的涧溪中石块下。其生存的海拔范围为50至1800米。该物种的模式产地在广西瑶山。